# 山口縣公安委員會
山口縣公安委員会（日语：／ Yamaguchiken kō'an-i'inkai */?）是由山口縣知事所轄，負責管理山口縣警察的行政委員會，由3名委員組成。

## 委員
- 委員長
  - 弘田公
- 委員
  - 香川敬
  - 倉田惠子

## 下部組織
- 山口縣警察

## 外部連結
- 山口県公安委員会